# Henri Biebuyck
Henri Auguste Biebuyck, né à Wakken (Belgique) le 23 avril 1835, et mort le 8 juillet 1907 à Lille, est un sculpteur et médailleur français.

## Biographie
Élève des écoles académiques de Lille, Henri Biebuyck reçoit une médaille d'or au Salon de 1866 par un projet de fontaine intitulé La ville de Lille et les communes annexées, conservée au palais des beaux-arts de la ville. Actif de 1868 à 1899, il réalise de nombreuses décorations de propriétés et hôtels particuliers à Lille, notamment les cariatides des immeubles situés au no 62 rue Faidherbe, aux numéro nos 14-18 boulevard de la Liberté, et au coin de la rue d'Inkermann et de la rue Gauthier-de-Châtillon. Il a également exécuté de nombreuses sculptures pour des établissements publics, comme le fronton de la préfecture de Lille ou le tympan de l'église Sainte-Élisabeth de Roubaix. Il s'est aussi chargé de la décoration de l'église Saint-Michel de Lille.
Il a également travaillé en tant que médailleur. On peut citer comme exemple le profil de Paul-Auguste Crépy ornant la tombe familiale au cimetière du Sud (Lille). Le palais des beaux-arts de Lille conserve plusieurs de ses médaillons.

## Œuvres

### Œuvres dans les collections publiques
Source : La Sculpture, Documentation Laporte-Pellegrin, 2006-2016, palais des beaux-arts de Lille.
- Jezainville, église : Notre-Dame de l’Espérance, statue en pierre.
- Lille :
  - boulevard de la Liberté, no 14 : paire de cariatides, vers 1868, statues en pierre.
  - cimetière de l’Est :
    - Charles Delestraint, 1892, médaillon en bronze ;
    - Albert Dujardin 1847-1903, 1904, médaillon en bronze, fondeur : Maison Engels Frères Gavelle  & Cie Successeurs ;
    - C. Manso, 1905, buste en bronze.

  - cimetière du Sud :
    - Jules Brame, sénateur, vice-président du conseil général du Nord, ancien député, ancien ministre, 1878, médaillon en bronze ;
    - Paul Auguste Crépy, 1899, médaillon en bronze.

  - église Saint-Maurice :
    - La Résurrection du Christ et La Mission de l'Église, 1875, hauts-reliefs en pierre calcaire pour les tympans, 307 cm ;
    - Saint-Martin (?) et Sainte-Barbe, Saint-Luc et Saint-Eloi, 1875, bas-reliefs bois chêne, 480 × 281 cm, deux vantaux pour la porte de l’église ;
    - Le Sacré-Cœur, La Trinité et La Vierge, 1874, trois statues en pierre calcaire, 230 cm ;
    - Saint-Maurice, quatre martyrs de la Légion thébaine, six anges portant les instruments de la Passion et un chérubin, 1874, statuettes en pierre calcaire, structure à niche en arc brisé ;
    - Saint-Martin, 1873, statue en pierre calcaire, elle constituait la partie centrale d'un autel démembré lors du percement des arcades des bras du transeptembre. Elle a ensuite été remontée au-dessus de l'une de ces percées et placée entre un cul-de-lampe et un dais néo-gothique flamboyant ;
    - la Cène, 1874, haut-relief en pierre calcaire pour un tympan, 130 cm ;
    - trois saints non identifiés, 1875, statues ;
    - Notre-Dame de Consolation, calvaire.

  - église Saint-Sauveur : Christ Sacré Cœur, 1975, statue du grand portail, détruite pendant l’incendie.
  - palais des beaux-arts : 
    - Portrait d'homme, 1886, médaillon en bronze, A. Bureau ciseleur, don Laporte-Pellegrin en 2005 ;
    - Paul Auguste Crépy, 1899, médaillon en bronze, 52 × 52 cm, signé, daté, don Laporte-Pellegrin en 2008 ;
    - M. Six Horemans, 1889, médaillon en bronze ;
    - Frédéric Mottez, buste en plâtre, 34 × 23 × 18 cm, don de Mottez ;
    - La Ville de Lille et les communes annexées, 1864, groupe en plâtre, 77 × 50 × 48 cm, inscription : « WAZEMMES – LILLE – ESQUERMES – MOULINS » », don de l’artiste en 1866, Salon des Beaux-arts de Lille de 1866 n°120 ;
    - Mme d’Hespel, 1894, médaillon en plâtre, 21 × 2,5 cm, inscription : « A Madame / d’Hespel » et au revers « médaille / remis au musée par un / soldat allemand le / 26 mars 1915 / provient du château de Premerque ».

  - Fontaine Vallon, bronze, œuvre détruite[3].
  - place de la République : paire de cariatides en pierre.
  - préfecture, fronton : La Paix et la Prudence, bas-relief en pierre.
- Roubaix, église Sainte-Élisabeth : tympan en pierre.

### Œuvres non localisées
- M. Le Blondel, photographe, buste.
- Le Denier de la veuve, statue en plâtre, Salon des Beaux-arts de Lille de 1866, n°121, et Salon des artistes français de 1867, n°2137, appartenait à M. Bigo, ancien maire de Lille.
- Un médaillon, plâtre, Salon des Beaux-arts de Lille de 1866, n°122.
- Mme …, buste en plâtre, Salon des artistes français de 1873, n°1523.

## Galerie

Œuvres d'Henri Biebuyck
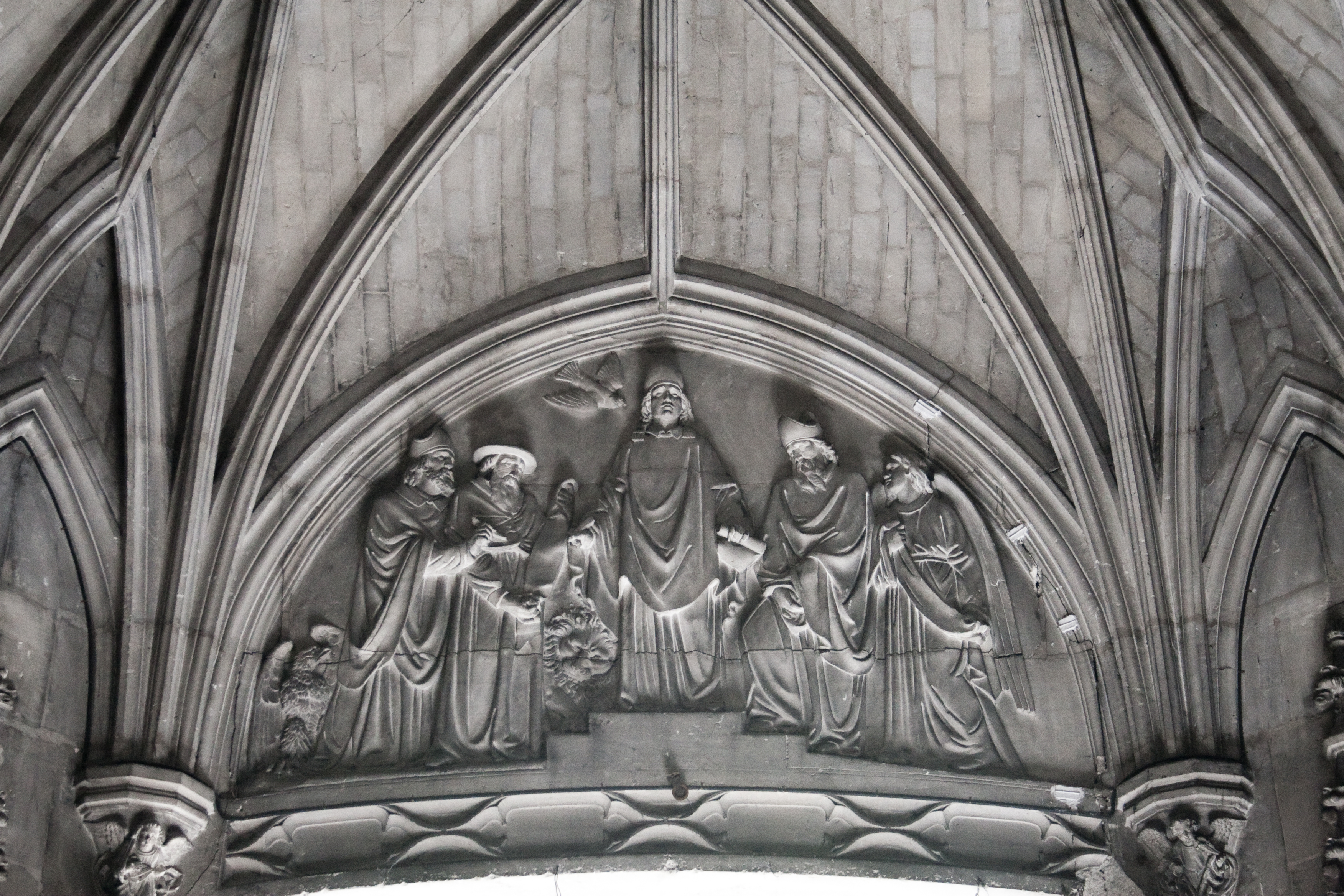
Tympan de la mission grégorienne dans église paroissiale Saint-Maurice de Lille, vers 1875.
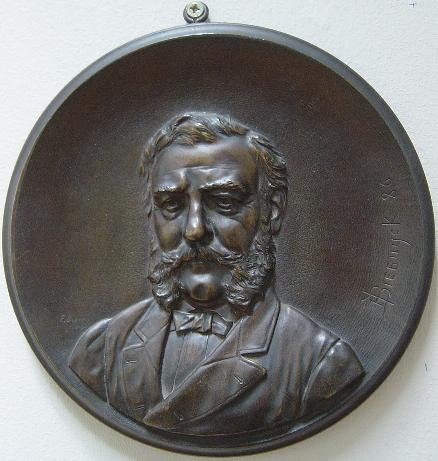
Portrait d'homme, médaillon en bronze, palais des beaux-arts de Lille.
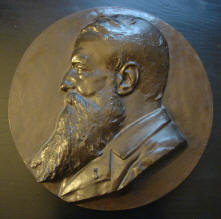
Auguste Crépy, médaillon en bronze, palais des beaux-arts de Lille.
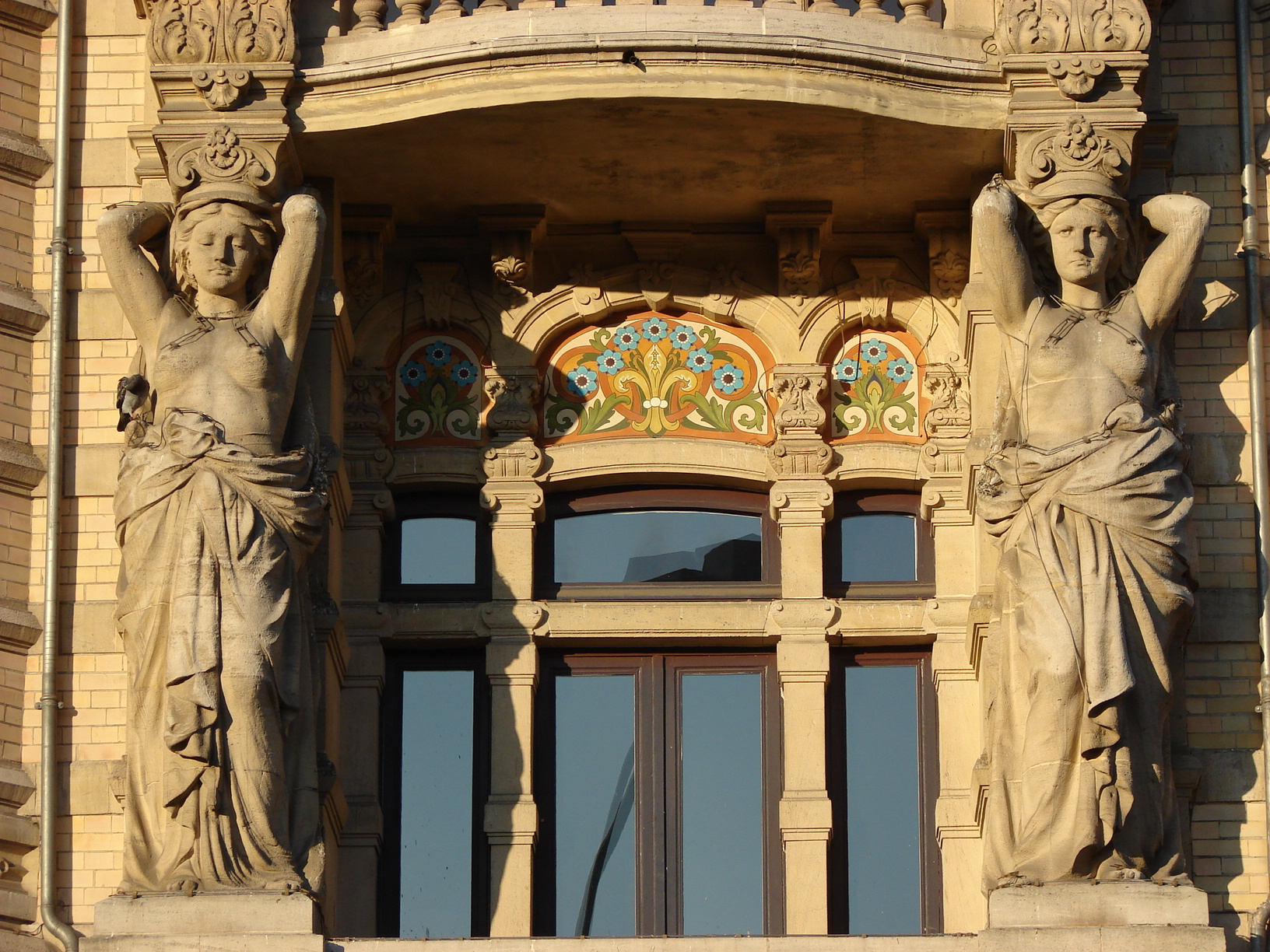
Paire de cariatides en pierre, place de la République à Lille.
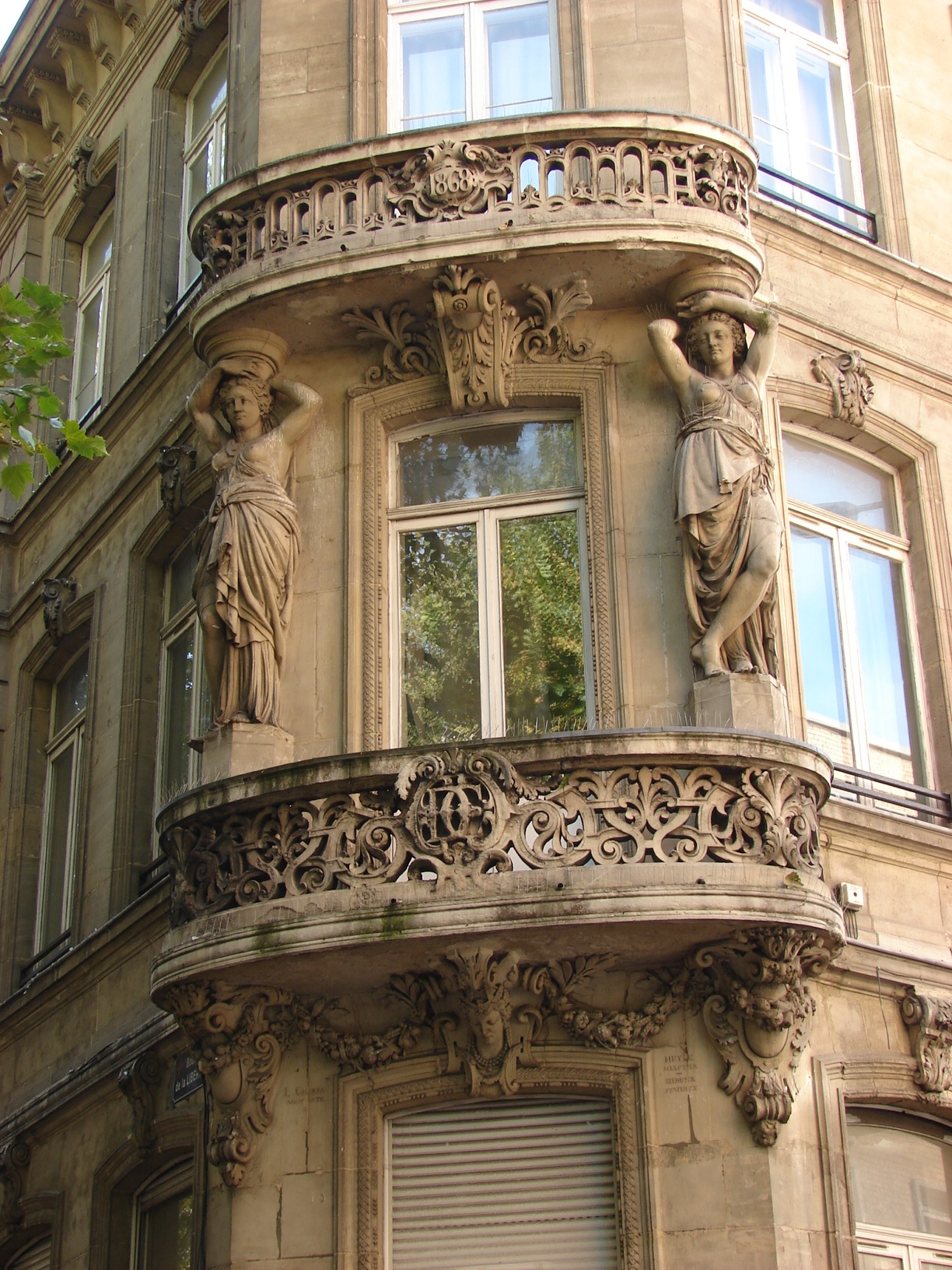
Paire de cariatides en pierre (vers 1868), no 14 boulevard de la Liberté à Lille.
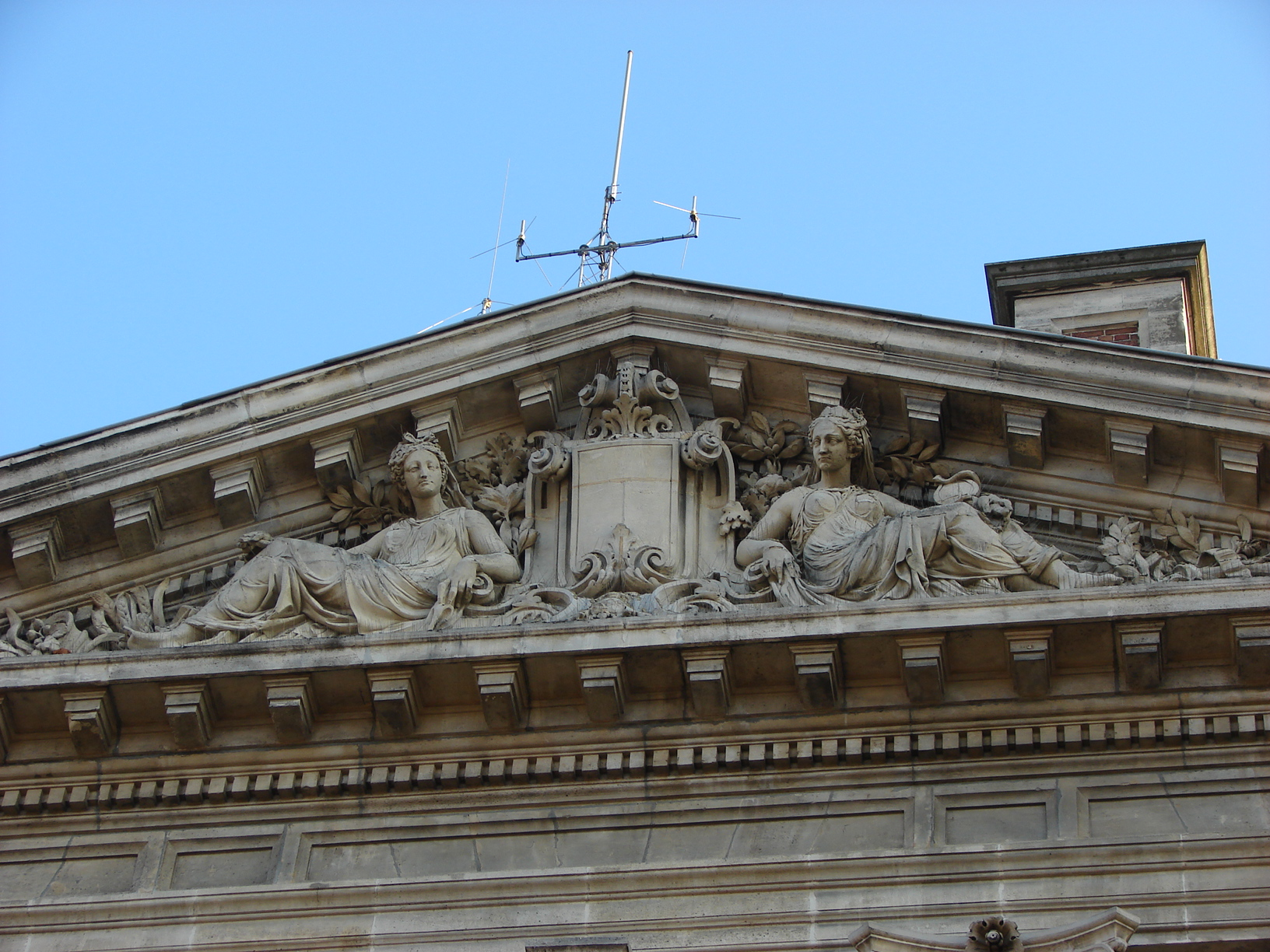
La Paix et la Prudence, fronton de la préfecture de Lille.